# Chlorion striatum
Chlorion striatum är en biart som beskrevs av Li och Yang 1989. Chlorion striatum ingår i släktet Chlorion och familjen grävsteklar. Inga underarter finns listade i Catalogue of Life.